# 美濃白川茶

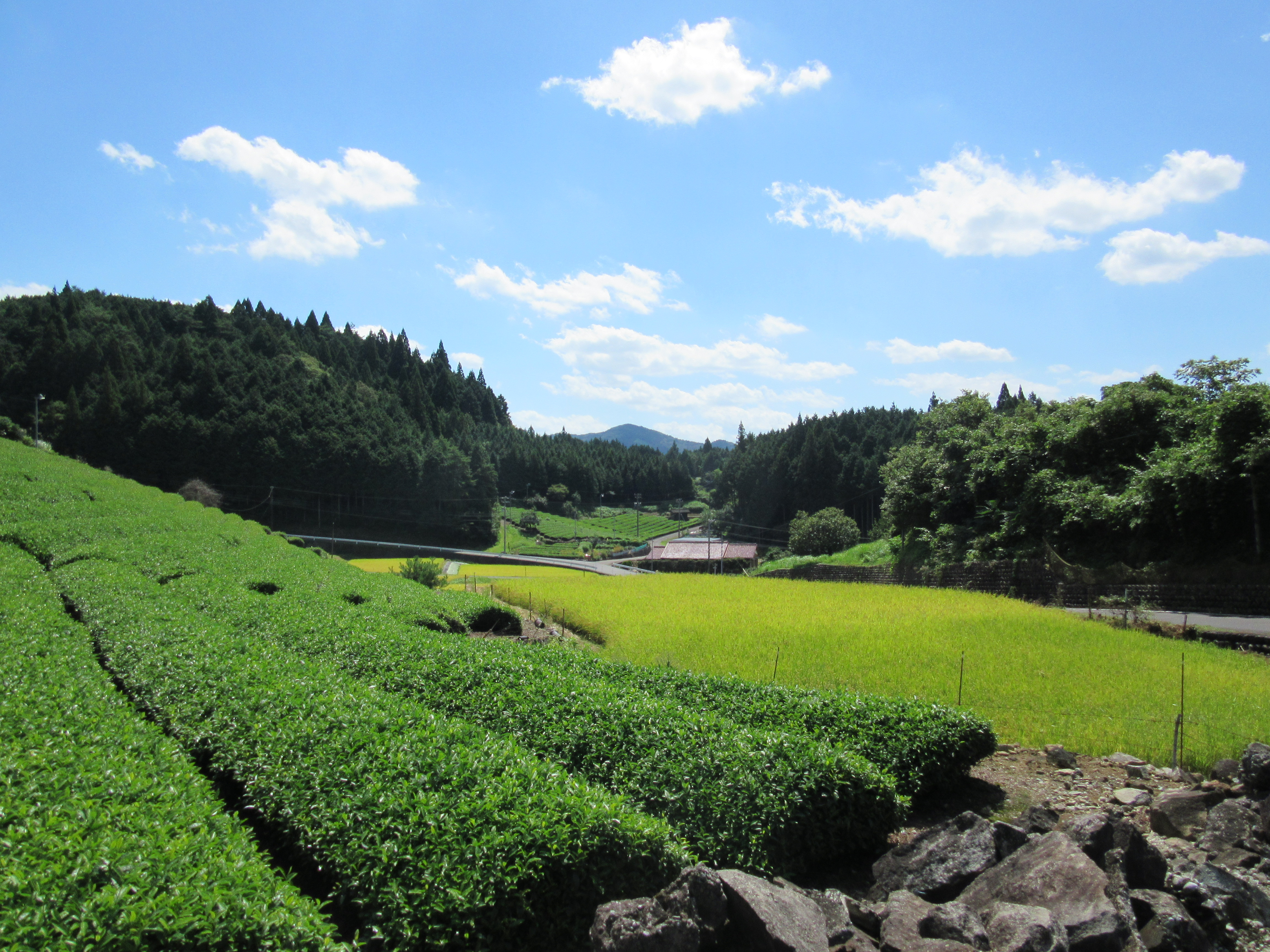
白川町広野地区の茶畑と水田

美濃白川茶（みのしらかわちゃ）は、美濃茶の中でも加茂郡、可児郡、中濃・東濃地域が主な産地のお茶。
- 白川の茶産地（白川町､東白川村）で生産される茶を白川茶という。
- 東美濃の茶産地（恵那市、中津川市）で生産される茶を恵那茶という。
- 下呂の茶産地（下呂市:旧金山町、下呂町）で生産される茶を下呂茶という。
- 奥美濃の茶産地（郡上市:旧白鳥町）で生産される茶を郡上番茶という。
- 関津保谷の茶産地（関市:旧上之保村、武儀町）で生産される茶を津保茶という。
- 可児市及び瑞浪市もお茶の産地として知られている。